# Colonato (Império Romano)
O colonato (em latim: "colonatus") era um sistema legalmente definido para organizar um grupo de pessoas que trabalhavam na agricultura, que se desenvolveu durante a antiguidade tardia no Império Romano e, posteriormente, teve continuidade com alterações nos reinos pós-romanos dos godos, vândalos, borgonheses e francos. No Império Romano do Oriente, o colonato continuou a existir no período histórico que se costuma denominar como: "Idade Média".
Em latim, o termo: "colonus" era utilizado para designar o lavrador do solo em oposição ao pastor.
Durante os séculos I a III, no Império Romano, os colonos eram os arrendatários (pequenos agricultores) que praticavam a agricultura em grandes propriedades, especialmente nos domínios imperiais. Esse termo também era utilizado para designar os arrendatários que atuaram na civilização helenística na Ásia Menor e Egito. Esse sistema era adotado com maior intensidade em épocas nas quais a disponibilidade de escravos era escassa.
Um cidadão romano livre tornava-se arrendatário ("colonus") se tivesse celebrado um contrato de arrendamento rescindível ("locatio condutio rei") com um proprietário de terras ("patronus", "dominus"). Para evitar a perda de rendimentos, eram impostas multas aos colonos que saíssem das terras dentro do prazo de locação pactuado. Até a Época da Dinastia Severa (193-235), a duração desses contratos costumava ser de 05 anos.
No ano de 332, para reduzir as perdas tributárias decorrentes do não cultivo de terras em decorrência dos términos dos contratos de locação, o Imperador Constantino emitiu uma lei para fazer com que tais contratos não fossem por tempo limitado. Depois vieram leis para impedir que colonos contraíssem casamentos que os fizessem deixar a terra e para fazer com que seus filhos também estivessem vinculados à terra.